# Гош (село)
Гош (арм. Գոշ) — село в Тавушской области Армении, находящееся в 30-ти километрах от областного центра. Ранее входило в состав Дилижанского района Армянской ССР и Казахского уезда Елизаветполькой губернии Российской империи, а ранее - в гавар Кайен провинции Гугарк Великой Армении. Дома каменные, одно- и двух этажные.

## История
Как отмечает изданный в 1865 году «Географическо-статистический словарь Российской империи», в селе на момент выхода издания насчитывалось 18 дворов, в которых проживало 113 человек. Там же находился древний армянский монастырь Гошаванк, построенный в 1251 году

## Население
Население занято животноводством, овощеводством, выращиванием табака.
Динамика населения показана в таблице.
| Год       | 1873 | 1897 | 1926 | 1939 | 1959 | 1970 | 1979 | 1989 | 2001      | 2004 | 2008 |
| Население | 157  | 325  | 560  | 836  | 832  | 803  | 825  | 938  | 1001/1127 | 1151 | 1155 |

## Природа и достопримечательности
Расположено в 10 км восточнее Дилижана на речке Гош — левом притоке реки Гетик. Известно монастырем Гошаванк (Нор-Гетик) XII в., построенным великим армянским мыслителем, законодателем Мхитаром Гошем. Имеются холодные родники. Рядом с селом находится озеро Гош.

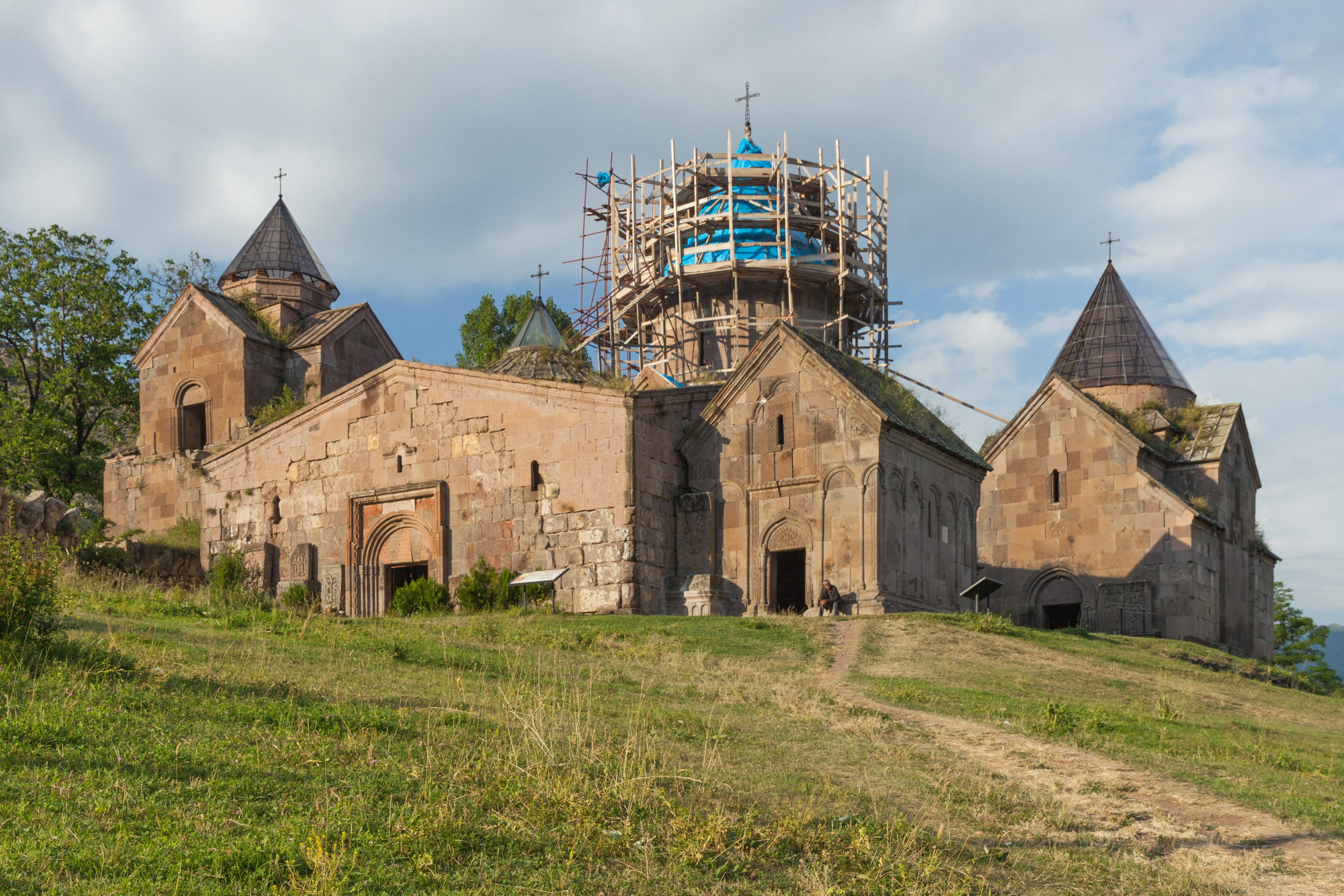
Монастырь Гошаванк
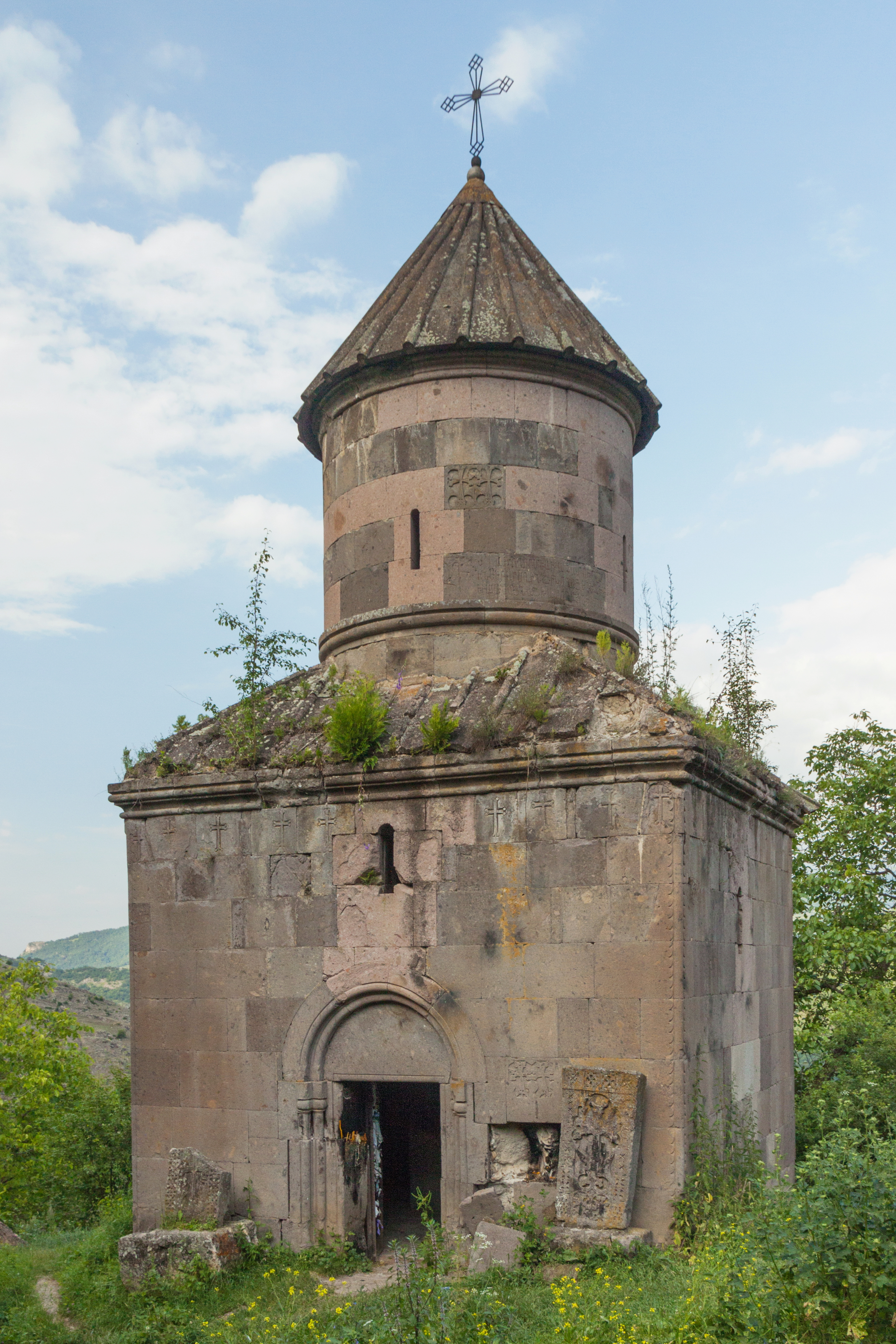
Погребальная часовня Мхитара Гоша
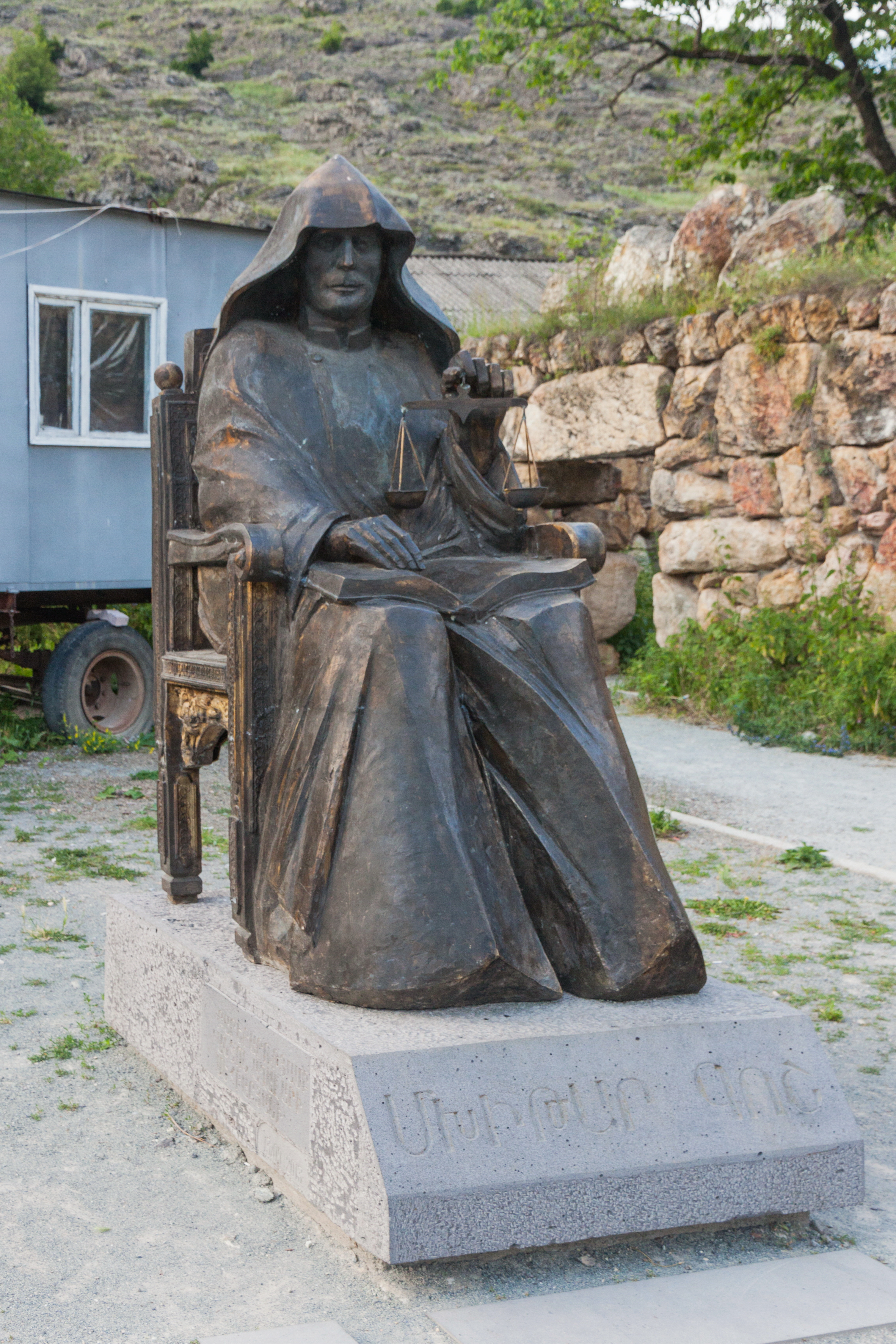
Статуя Мхитара Гоша